# Großwilsdorf
Großwilsdorf ist ein Ortsteil der Stadt Naumburg (Saale) im Burgenlandkreis in Sachsen-Anhalt.

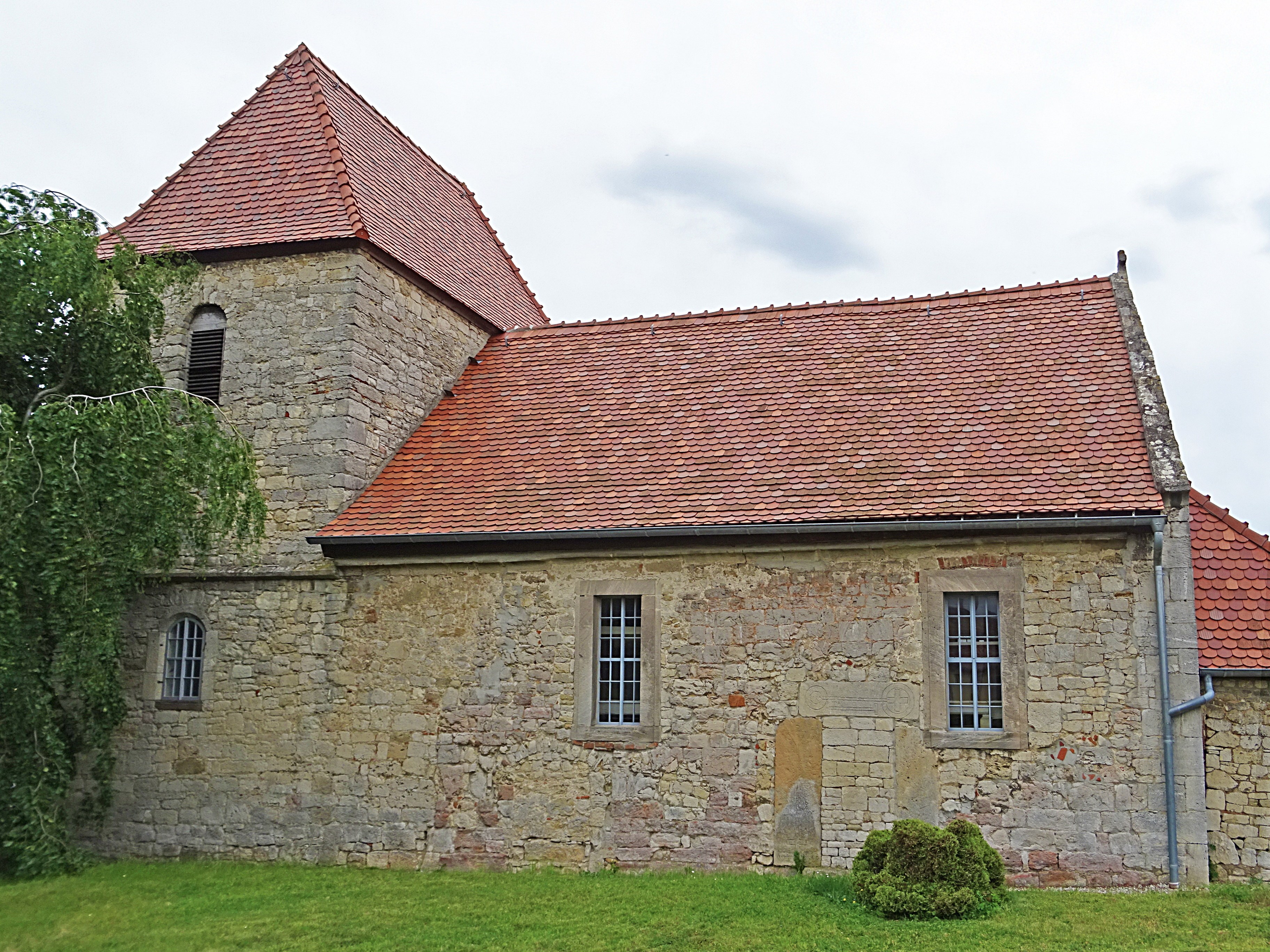
Dorfkirche Großwilsdorf

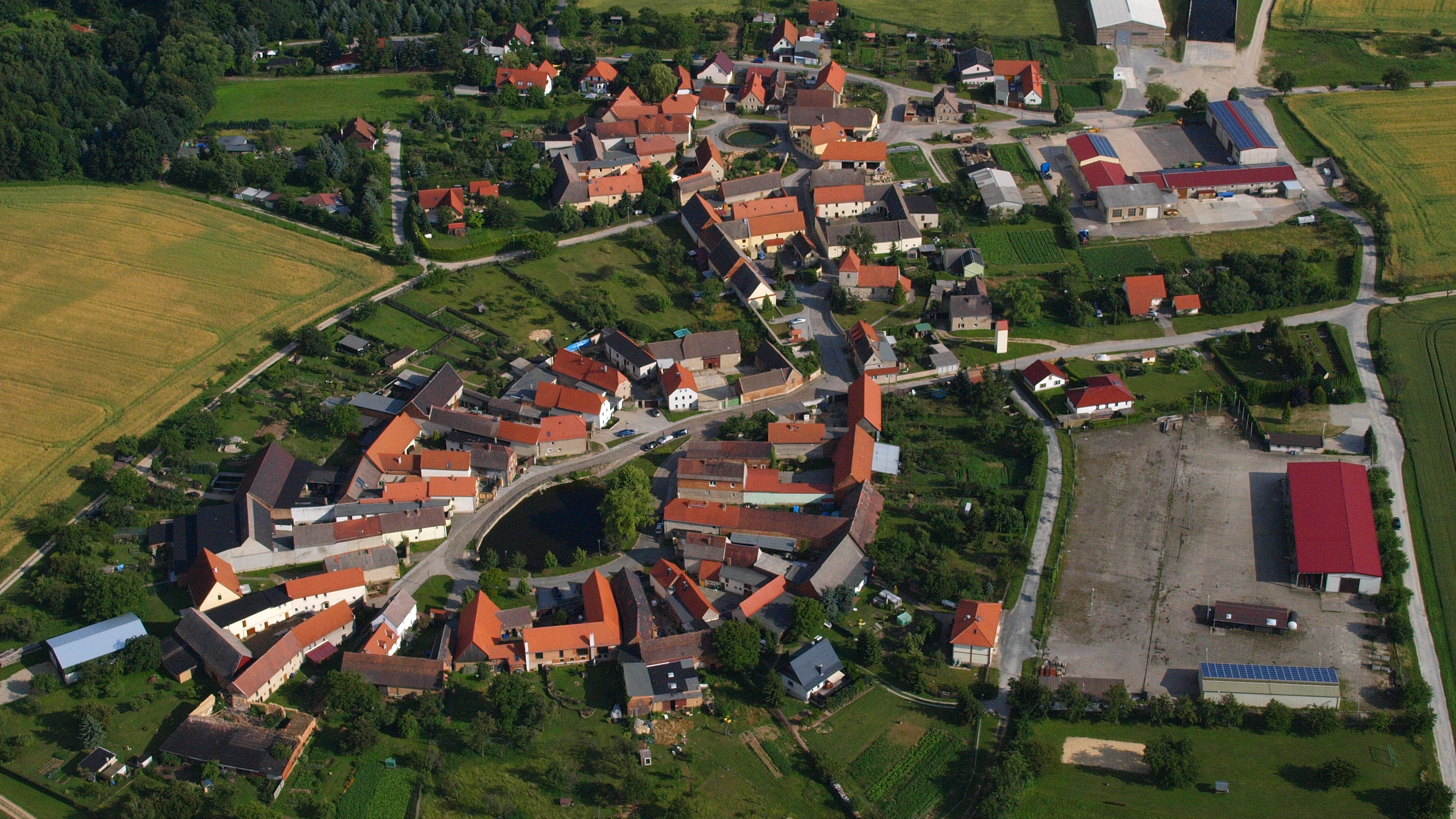
Großwilsdorf, Luftaufnahme 2011

## Lage
Großwilsdorf liegt westlich der Unstrutanhöhen bei Kleinjena auf einer erhöhten Etage des dortigen Umlands. Südöstlich befinden sich dann schon Naumburg und die Saaleniederung. Die Kreisstraße verbindet mit der Bundesstraße 180 von Querfurt kommend nach Naumburg führend. Die Gemarkung liegt nah an den Wein- und Obstanbaugebieten um Naumburg und Freyburg. Die Ortslage grenzt an das für seine Orchideenbestände bekannte Naturschutzgebiet Tote Täler.

## Geschichte
Am 29. Januar 1279 wurde das Dorf erstmals urkundlich genannt. Der Ort gehörte bis 1815 zum wettinischen, später kursächsischen Amt Freyburg. Durch die Beschlüsse des Wiener Kongresses kam er zu Preußen und wurde 1816 dem Kreis Querfurt im Regierungsbezirk Merseburg der Provinz Sachsen zugeteilt, zu dem er bis 1944 gehörte.
1897 erfolgte auf Erlass des preußischen Königs die Vereinigung von Groß- und Kleinwilsdorf und Raufendorf zu einer Landgemeinde mit dem Namen „Großwilsdorf“.
Am 1. Juli 1961 wurde der Ort nach Kleinjena eingemeindet. Am 1. Juni 1994 wurde Kleinjena mit Großwilsdorf nach Naumburg eingemeindet. 2012 wohnten 133 Personen im Ortsteil.